# 德拉瓦河省
德拉瓦河省  是1929至1941年间南斯拉夫王国的一个省，领土包括今斯洛文尼亚大部分地区，因德拉瓦河而得名，首府是卢布尔雅那。
1941年，该省被轴心国占领，由纳粹德国、意大利和匈牙利瓜分。二战过后，该地与部分威尼斯朱利亚 (Venezia Giulia) 合并，成为南斯拉夫社会主义联邦共和国下辖的斯洛文尼亚部分。
46°2′59.18″N 14°30′23.68″E / 46.0497722°N 14.5065778°E